# 天然コケッコー
『天然コケッコー』（てんねんコケッコー）は、くらもちふさこによる日本の漫画。山間の過疎村を舞台とし、主人公の田舎娘そよと東京からの転校生大沢との恋愛を軸にすえ、何気ない日常の時の流れを丁寧に描いた連作短編である。
漫画雑誌『コーラス』（集英社）にて1994年7月号から2000年11月号に連載され、第20回（1996年度）講談社漫画賞少女部門を受賞した。また、渡辺あや脚本・山下敦弘監督で実写映画化され、2007年7月28日に公開された。

## 背景
『別冊マーガレット』の看板作家だったくらもちふさこが、より対象年齢の高い『コーラス』に発表の場を移してからの初めての連載であり、過去の作品に比べ、絵柄も作品を追うごとに線の強いものに変化している。
くらもちは本作について、一つの場面で起きる何でもない人のしぐさのようなものを、何ページにも渡ってただただ描くという『お茶の間三分間劇場』みたいなことをやってみたかったのだと語っている。

## 登場人物
作者の母方が出身である島根県浜田市周辺が舞台のモデルであり、登場人物たちも当地の方言である石見弁を話す。

### 小中学生
右田 そよ（みぎた そよ）
主人公。本人の自覚はないが近隣でも評判の美少女である。石見弁で自分の事を「わし」と言う。本人の自己分析を含めると天心爛漫、お人好し、負けず嫌い、頑固、細かいことにこだわる、詰めが甘い、鈍感などの特徴がある。大根足を気にしている。5月18日生まれ、O型。
大沢 広海（おおさわ ひろみ）
そよのボーイフレンド。東京から村に転校してきた。そよの初めての同級生。トレンドに敏感で、センスも良い。歯に衣着せぬ物言いをするが、裏表がなく、好き嫌いがはっきりしている。コンピュータゲーム、プロレスが好き。12月12日生まれ、B型。
山辺 篤子（やまべ あつこ）
そよの1級下であり、親友。呼び名はあっちゃん。家は床屋。漫画家志望でペンネームはあべまやこ。大沢くんに憧れており、描く男性のモデルにしている。ナイーブで想像力豊か。A型。
田浦 伊吹（たうら いぶき）
そよの1級下であり、親友。家は商店。おおらかで、ノリが良い。耳年増でエッチなことに詳しい。O型。
右田 浩太朗（みぎた こうたろう）
そよの2歳下の弟。大沢を大沢兄ちゃんと慕い、成長するにつれコンピュータゲームやファッションに目覚める。森高千里のファン。お人好し。A型。
田浦 カツ代（たうら かつよ）
そよの5級下。呼び名はカッちゃん。紫色が好き。鶏のピーすけを飼っている。さっちゃんとチビの2人組である。B型。
田浦 早知子（たうら さちこ）
そよの6級下で、村の最年少。呼び名はさっちゃん。そよがいつも面倒を見ているため、そよにべったり。おもらしをすることがある。十八番はどじょうすくい。キャラクターのクマチューが好き。途中で弟が生まれる。A型。

### 右田家
右田 一将（みぎた かずまさ）
そよの父。村で唯一大学を卒業している人間。大学時代に大沢の母である美都子と交際し同棲をしていた時期もあったが、美都子に二股をかけられた経験から大沢とそよの交際に反対している。性格は頑固で子どもっぽい。十八番はどじょうすくい。右ちゃんと呼ばれる。A型。
右田 以東子（みぎた いとこ）
そよの母。中居町から嫁いできた美人。面倒見が良く、お人好し、器用。
じいちゃん
そよの祖父。木村の村長。警察のような仕事もしている。魚が好き。
ばあちゃん
そよの祖母。発言に出まかせが多い。狸に化かされたことがあるらしい。
にゃんこ
右田家の飼い猫。

### 田浦家
田浦 美都子（たうら みつこ）
大沢の母。大沢が中学に入学した頃に夫が出奔、息子と実家に戻ってきた。そよの父と同級生で、東京で同棲していたことがある。美容師の資格を持っている。喘息持ちだが、煙草を吸っている。
田浦のじっちゃん（たうらの-）
大沢くんの祖父。目が大沢くんに似ている。畑で育てた青果を軽トラックで販売。競馬が好き。妻を台風で亡くしている。
ぽんた
大沢に餌付けされ飼うともなく飼われているタヌキ。

### 学校関係
松田先生（まつだせんせい）
村の中学校の先生で、3学年の生徒を1人で担任している。森町の出身だが転任してきた。鍋が好き。
松田兄先生（まつだあにせんせい）
村の学校の美術の先生であり、松田先生の兄。陶芸で賞を受賞し、テレビが取材にやって来た。
浦野先生（うらのせんせい）
村の学校の先生。後に松田先生と結婚する。
コッコ
学校のニワトリたち。学校のシンボル。以前は、生徒の名前を付けていたがニワトリたちの死をきっかけに名付けは中止された。

### その他の村人
田浦 重民（たうら しげたみ）
そよの5級上。呼び名はシゲちゃん。家は郵便局で、自身も勤めている。おしゃべりで人の話を聞かない。食べることと釣りが好き。そよを気に入っている。大沢とは仲が悪い。
あっちゃんのお父ちゃん
あっちゃんの父。床屋を経営。「えっえっえっ」と笑う。かつら疑惑がある。
薫（かおる）
あっちゃんの姉だが、亡くなった先妻の子。結婚して村を出ている。そよがお気に入り。
田浦 早百合（たうら さゆり）
カッちゃんの母。畑を売り、お好み焼き屋をオープンする。料理の勉強をしに1か月ほど上京していた。
さっちゃんのお父ちゃん
さっちゃんの父。8ミリビデオカメラを購入する。
もへじ
さっちゃんの弟。顔がへのへのもへじに似ているため、さっちゃんがこう呼んだ。
スエばぁちゃん
話好きの上、話が長い。貴族の末裔らしい。
はっちゃん
カラオケ好きで、お好み焼き屋の常連客。
文ちゃん（ふみ-）
そよの隣家。村を出ている。
友吉（ともきち）
役場の職員。通称友ちゃん。

### 町の人々
宇佐美（うさみ）
大沢の親友で、高校の同級生。森町出身。真面目で誠実だが、悪ガキで茶目っ気のある一面も。無表情で控えめ。
田中 比世子（たなか ひよこ）
宇佐美の彼女。森町出身。草彅高校に通っている。宇佐美がそよを想っていると考えており、そよに反発するが、だんだん友情を育むようになった。
山口 遥（やまぐち はるか）
そよの運動会友達であったが、高校で同級生になった。人気者に弱く、前は宇佐美、今は大沢を追いかけている。姉はテニス部の部長。
遠山（とおやま）
高校の同級生。そよが高校に入って初めてできた友達。そよを園芸部に誘う。A型の優等生。
北村 靖（きたむら やすし）
森高の生徒会長。高校卒業後は漁師になる。成績が良く弁も立ち、教師からも生徒からも一目置かれているが、空気を読めないところがある。そよと親しくなる。
福地（ふくち）
高校の同級生。大沢の友達。呼び名は福ちゃん。
馬場（ばば）
森高の校長先生。厳しいが、筋のある人。大沢を唯一黙らせることができる人。

### その他
鈴木 健一（すずき けんいち）
大沢くんの親友で、東京の中学校の同級生。一緒にプロレス研究会に入っていた。
「彼女」
大沢が東京で好きだった子で、東京の中学校の同級生。相思相愛であったが、交際には至らなかった。大沢の転校後、鈴木と付き合うが破局。大沢はトレンド情報を「彼女」から教えてもらい、流行り物を買ってもらったりしていた。
たっちゃん
そよの父の同級生。玉の輿温泉にある松登旅館で料理長をしている。
アッコ
あっちゃんが書いた漫画の主人公。
長瀬 広也（ながせ ひろや）
あっちゃんの漫画の主人公が恋に落ちる相手。大沢がモデル。

## 作品の舞台

### 概要
主人公・そよの家はS県香取郡木村稲垣（えすけん かとりぐん きむら いながき）にある。村の近隣には、森町（もりまち）・ 草彅町（くさなぎちょう）・中居町（なかいちょう）。地名は全て元SMAPのメンバー達の苗字を使っている。

### 木村
主人公・そよの住む農村。村人は皆顔見知り、ちょっとしたことが大事件になる。最寄りの木村駅までバスで20分だが、駅に向かうバスは2時間に1本しかない。モデルは那賀郡三隅町（現：浜田市）とされる。村は海と川に面しているため魚介類には困らないが、肉を買うには町に出る必要がある。
木村小学校・中学校
小学校と中学校は渡り廊下でつながっており、給食は一緒に食べる。そよの夢はこの学校の先生になることだが、廃校の危機に瀕している。生徒数が少ないため、運動会には森町の生徒が参加する。中学校は通称きむ中。
神社
小学校・中学校の校庭の先にあり、校長が神主を務める。そよと大沢がファーストキスをした場所。神さんと呼ばれる。神社の裏手には火の見櫓があるが、ヘビが出る。
床屋
あっちゃんの家。散髪のほかに、雑誌を販売している。
田浦商店
伊吹の家。村の唯一の店なので、ここで売っていない場合は国道の店まで出なければならない。
郵便局
シゲちゃんの家。
役場
村長でもあるそよの祖父が勤めている。
JA
農業協同組合。
直売所
国道沿いにある。農協の婦人グループが農産物の加工品などを販売している。そよの母の手作りクッキーが人気。
海
村から歩いて20分。村一番の自慢で、村一番の楽しい場所。観光客も訪れる。海沿いに汽車が走っている。
五郎川
村の中を流れている川。
山
村から山を越えると海に出る。

### 森町
木村駅から森駅までは、電車（一両編成）で37分。木村からいちばん近い町。モデルは浜田市街とされる。
森高等学校
そよが通う高校。森駅から徒歩10分。通称森高。制服は女子がセーラー服、男子が学ラン。男子は校則で丸刈りにしなければならないため、大沢は進学を渋ったが、そよが泣き落とした。進学校で修学旅行がない。モデルは島根県立浜田高等学校とされる。
天波屋
森町駅前にある大型スーパー。そよから見れば、村から一番近い百貨店。
森町病院
木村は無医村のため、大沢が母の喘息の薬を月に1回取りに行く。
映画館
シゲちゃんがよく釣り映画を見に来る。

### 草彅町
森町の隣町。通称なぎ町。モデルは那賀郡金城町（現：浜田市）とされる。
草彅高等学校
通称なぎ高。この近隣では高校は森高となぎ高の2校で、村の人になぎ高出身者は少ない。地元では森高のほうが名門校とされ、なぎ高のほうが合格難易度が低い。

### 中居町
近隣では最も大きい漁港のある港町。木村からすると大都会。そよの母の出身地。漁港へは森駅からバスで15分。モデルは浜田市原井町～周布町周辺とされる。
ビービー・ストアー
魚市場。岩木商店は田中比世子の叔父の店で、大沢のバイト先。モデルは同市『しまねお魚センター』とされる（「ビービー」とは石見弁で「魚」の意）。
うおや
ビービー・ストアーの隣の食堂。港で獲れた魚料理が食べられる。宇佐美のバイト先。
観光船乗場
遊覧船に乗ることができる。
お土産センター
駐車場で土曜市が開催される。

### その他
石見空港
県で3つ目の空港。木村から2時間ほど。そよは修学旅行でここから飛行機に乗った。実在の空港。

## 書籍情報

### 単行本
- くらもちふさこ 『天然コケッコー』 集英社〈ヤングユーコミックス. コーラスシリーズ〉 全14巻

### 文庫版
- くらもちふさこ 『天然コケッコー』 集英社〈集英社文庫〉 全9巻
  1. 2003年8月8日発売[4]、ISBN 4-08-618104-5
  2. 2003年8月8日発売[5]、ISBN 4-08-618105-3
  3. 2003年8月8日発売[6]、ISBN 4-08-618106-1
  4. 2003年10月17日発売[7]、ISBN 4-08-618107-X
  5. 2003年10月17日発売[8]、ISBN 4-08-618108-8
  6. 2003年11月18日発売[9]、ISBN 4-08-618109-6
  7. 2003年11月18日発売[10]、ISBN 4-08-618110-X
  8. 2003年12月12日発売[11]、ISBN 4-08-618111-8
  9. 2003年12月12日発売[12]、ISBN 4-08-618112-6

## 映画
2007年7月28日公開。原作の設定をそのままに、物語はそよの中学時代のエピソードを中心に描かれている。ロケーション撮影もモデル地を中心に行なわれた。夏帆の映画単独初主演作品。
キャッチコピーは「もうすぐ消えてなくなるかもしれんと思やあ、ささいなことが急に輝いて見えてきてしまう」。

### キャスト
- 右田そよ：夏帆
- 大沢広海：岡田将生
- お母ちゃん（右田以東子）：夏川結衣
- お父ちゃん（右田一将）：佐藤浩市
- 田浦伊吹：柳英里沙
- 山辺篤子：藤村聖子
- 右田浩太朗：森下翔梧
- 田浦カツ代：本間るい
- 田浦早知子：宮澤砂耶
- 篤子の父：斉藤暁
- シゲちゃん：廣末哲万
- 松田先生：黒田大輔
- 美都子（大沢君のお母ちゃん）：大内まり
- 田浦のじっちゃん：田代忠雄
- ばあちゃん（そよの祖母）：二宮弘子
- じいちゃん（そよの祖父）：井原幹雄
- 篤子の母：中村朱實
- 渡辺先生：渡辺香奈
- 岩崎先生：岩崎理恵
- 大沢の友人：大津尋葵
- 大沢の友人：峯崎雄太
- 大沢の友人：前田想太
- 伊吹の父：浅田茂人
- 早智子の母：能島瑞穂
- カツ代の母：上田静香
- 女の先生：服部富士美
- 郵便局員：大畑喜彦
- 早知子の父：新垣昌利
- ネコ：大沢

### スタッフ
- 監督：山下敦弘
- 脚本：渡辺あや
- 撮影：近藤龍人
- 美術：金勝浩一
- 照明：藤井勇
- 録音：小川武
- 編集：宮島竜治
- 音楽：Rei harakami
- 主題歌：くるり「言葉はさんかく こころは四角」
- 音楽プロデュース：安井輝
- 音響効果：中村佳央
- 助監督：小野寺昭洋、西山太郎、木ノ本豪、杉田真一
- 漫画技術指導：あべまやこ
- 装飾：大晃商会
- 映像提供・協力：山陰放送、ファーストエディット
- 現像：IMAGICA
- スタジオ：日活撮影所
- 企画監修：鳥嶋和彦
- 企画：前田直典
- エグゼクティブプロデューサー：豊島雅郎、春藤忠温、山路則隆、御領博、森元晴一
- プロデューサー：小川真司、根岸洋之
- 製作協力：シネマ・インヴェストメント
- 企画・製作プロダクション：ピクニック、アスミック・エース
- 製作委員会メンバー：アスミック・エース、ピクニック、集英社、関西テレビ放送、MUSIC ON! TV、住友商事

### ソフト化
- 天然コケッコー DVD特別版（初回限定生産2枚組、2007年12月21日発売、発売元・アスミック・エース / 集英社、販売元・角川映画）
  - ディスク1：本編DVD
    - 映像特典
      - くるり「言葉はさんかく こころは四角」ミュージックビデオ
      - 特報・劇場予告編・TVスポット集

    - 音声特典
      - オーディオコメンタリー（夏帆×くるり：岸田繁×監督：山下敦弘）

  - ディスク2：特典DVD
    - Making of 天然コケッコー DVD用特別編集版
    - 天然素材未使用シーン集
    - 天コケトーク集
    - イベント映像集（完成披露試写会舞台挨拶、島根キャンペーン、初日舞台挨拶）

  - 封入特典
    - 天然コケッコー フォトブック

  - 特製アウターケース付き
- 【TCE Blu-ray SELECTION】天然コケッコー ブルーレイ スペシャル・エディション（BD1枚組、2012年9月5日発売、発売元・アスミック・エース / 集英社、販売元・TCエンタテインメント）
  - 映像・音声特典：DVD特別版の全映像・音声特典を収録

### 受賞
- 第31回日本アカデミー賞[15]
  - 新人俳優賞（夏帆）
- 第62回毎日映画コンクール
  - 日本映画優秀賞
  - 脚本賞（渡辺あや）
  - 音楽賞（レイ・ハラカミ）
- 第32回報知映画賞
  - 監督賞（山下敦弘）
  - 新人賞（夏帆）
- 第81回キネマ旬報ベスト・テン[16]
  - 日本映画ベストテン第2位
- 第29回ヨコハマ映画祭[17]
  - 日本映画ベストテン第2位
  - 最優秀新人賞（夏帆）
- 第50回朝日ベストテン映画祭
  - 最優秀作品賞（第1位）
- 映画芸術
  - 2007年度作品ベストテン第3位
- 第12回日本インターネット映画大賞
  - 最優秀新人賞（夏帆）

### 主なロケ地
- 島根県浜田市[18]
  - 旧国鉄今福線跡 - 右田そよと大沢広海が自殺者に手をあわせるシーン。
  - 浜田市立後野小学校（2013年閉校、現：石見公民館後野分館） - 木村小学校・中学校。
  - 下来原の一本道（金城町） - そよと大沢らの通学路。
  - 三隅神社（三隅町） - 秋祭りの神社。
  - 島根県立浜田高等学校 - 森高校として登場。
  - シティパルク浜田（現・ゆめマート浜田） - 「天波屋」として登場。
  - 和田天満宮（浜田市旭町和田）
- 同県江津市
  - 山陰本線江津～浅利間 - 海水浴場に行く途中の線路横断シーン。
  - 浅利海水浴場 - 登場人物らが海で海水浴をするシーン。
- 同県大田市
  - 馬路駅 - 木村駅として登場。